# Герб Отрадного
Герб Отра́дного — является официальным символом города Отрадное Кировского района Ленинградской области. Утверждён 25 октября 2006 года; внесён в Государственный геральдический регистр Российской Федерации под № 2700.

## Описание
Официальное описание герба:
В волнообразно рассечённом лазурью и червлёнью поле, поверх всего — два пониженных серебряных речных якоря (лапами вниз) о четырёх зубцах накрест, сопровождаемые вверху отвлеченным золотым безантом. От безанта отходят шестнадцать отвлечённых золотых фигур, подобных остриям с дугообразно выгнутыми вершинами, остриями в стороны, уложенных попеременно в два сближенных ряда.

## Символика
Золотой безант в окружении шестнадцати отвлечённых золотых фигур, подобных остриям с дугообразно выгнутыми вершинами, остриями в стороны, уложенных попеременно в два сближенных ряда — символ Пеллы — дворцового комплекса Екатерины II.
Два серебряных речных якоря о четырёх зубцах накрест — наличие в городе Отрадном речного порта и судостроительного завода, а также географическое расположение города на берегу реки Невы.
Червлёный (красный) — кровь павших здесь советских воинов-героев. Район поселков Ивановское и Отрадное в 1941—1942 годах был местом кровопролитных боев.
Лазоревый (синий, голубой) — водные глади Невы, символизирует истину, знание, честность, верность, безупречность.
Золото — верховенство, величие, слава, интеллект, постоянство, справедливость, добродетель, верность, уважение, великолепие.
Серебро — совершенство, простота, правдивость, благородство, чистота помыслов, невинность, непорочность, мудрость, мир.

## История
Утверждён решением № 121 от 25 октября 2006 года «Об утверждении официальных символов муниципального образования Отрадненское городское поселение муниципального образования Кировский муниципальный район Ленинградской области».